# Kamenovo (distrikt i Bulgarien, Sliven)
Kamenovo (bulgariska: Каменово) är ett distrikt i Bulgarien.   Det ligger i kommunen Obsjtina Nova Zagora och regionen Sliven, i den centrala delen av landet, 230 km öster om huvudstaden Sofia.
Trakten runt Kamenovo består till största delen av jordbruksmark. Runt Kamenovo är det ganska tätbefolkat, med 60 invånare per kvadratkilometer.